# Komuna e Fierzës (kommun i Albanien, Shkodër prefektur)
Komuna e Fierzës är en kommun i Albanien.   Den ligger i prefekturen Qarku i Shkodrës, i den norra delen av landet, 100 km norr om huvudstaden Tirana. Komuna e Fierzës ligger vid sjön Liqeni i Fierzës.
Omgivningarna runt Komuna e Fierzës är en mosaik av jordbruksmark och naturlig växtlighet. Runt Komuna e Fierzës är det ganska glesbefolkat, med 27 invånare per kvadratkilometer.